# Carinoclytus ater
Carinoclytus ater är en skalbaggsart som beskrevs av Hintz 1919. Carinoclytus ater ingår i släktet Carinoclytus och familjen långhorningar. Inga underarter finns listade.